# B-cel

Verschillende B-cellen met antigeenreceptoren en antigeenmoleculen.

B-cellen zijn lymfocyten die een belangrijke rol spelen in het humorale immuunsysteem. De letter B staat voor de Bursa van Fabricius, een orgaan dat uitsluitend in vogels voorkomt en waarin B-cellen  uitrijpen. De B staat dus niet voor beenmerg waarin bij alle andere gewervelden B-cellen geproduceerd worden. Een orgaan dat ook gerelateerd is met de rijping van B-cellen is de milt.
Het menselijk lichaam produceert talloze verschillende types van B-cellen; ze zijn uiterlijk gelijk, maar elk type heeft een unieke B-cel-receptor op zijn membraan dat maar aan één specifiek antigeen bindt. Normaal gesproken circuleren er miljoenen B-cellen door de bloedsomloop en het lymfestelsel van het menselijk lichaam maar ze produceren niet altijd antistoffen. Er zijn van iedere specifieke cellijn (alle B-cellen die voor hetzelfde antistof coderen) twee soorten B-cellen:
- Plasmacellen zijn getransformeerde B-cellen die actief de antistoffen aanmaken waar ze voor geprogrammeerd zijn, de antistoffen, die meehelpen bij de vernietiging van antigenen door zich aan hen te binden zodat ze een makkelijker doelwit vormen voor fagocyten. Plasmacellen ontstaan uit B-cellen na activatie door een T-helpercel (klasse 2).
- B-geheugencellen worden tijdens de primaire immuunrespons geproduceerd en blijven daarna zeer lange tijd in rustende toestand in leven, zodat ze snel kunnen reageren (door zich te vermenigvuldigen en zich te transformeren tot plasmacellen) bij een tweede blootstelling aan hetzelfde antigeen.

Humorale immuniteit (dat deel van de afweer dat uiteindelijk leidt tot de productie van antistoffen) wordt mede gekenmerkt door B-celactivatie; deze celactivatie kan gemeten worden door middel van de ELISPOT-techniek, waarmee het percentage aan B-cellen bepaald kan worden dat een specifiek immunoglobuline uitscheidt.
B-cellen worden immuunhistochemisch gekenmerkt door de aanwezigheid van het antigeen CD20 op het celmembraan.
Susumu Tonegawa ontving in 1987 de Nobelprijs voor de Fysiologie of Geneeskunde voor het aantonen van hoe B-cellen een enorme diversiteit aan antistoffen kunnen produceren uit slechts enkele genetische instructies.

## Overzichthematopoëtische stamcelrode beenmerg
| Hematopoëse            | Hematopoëse          | Hematopoëse            | Hematopoëse | Hematopoëse | Hematopoëse | Hematopoëse | Hematopoëse | Hematopoëse     | Hematopoëse    |
| ---------------------- | -------------------- | ---------------------- | ----------- | ----------- | ----------- | ----------- | ----------- | --------------- | -------------- |
| Leukopoëse             | Leukopoëse           | Leukopoëse             | Leukopoëse  | Leukopoëse  | Leukopoëse  | Leukopoëse  | Leukopoëse  | Erytropoëse     | Trombopoëse    |
| Myeloblast             | Myeloblast           | Myeloblast             | Monoblast   | Lymfoblast  | Lymfoblast  | Lymfoblast  |             | Pro-erytroblast | Megakaryoblast |
| Myeloblast             | Myeloblast           | Myeloblast             | Monoblast   | Lymfoblast  | Lymfoblast  | Lymfoblast  | Erytroblast |                 | Megakaryoblast |
| Myeloblast             | Myeloblast           | Myeloblast             | Monoblast   | Lymfoblast  | Lymfoblast  | Lymfoblast  | Normoblast  |                 | Megakaryoblast |
| Promyelocyt            | Promyelocyt          | Promyelocyt            | Monocyt     | Lymfocyt    | Lymfocyt    | Lymfocyt    | Reticulocyt | Megakaryocyt    |                |
| Neutrofiele granulocyt | Basofiele granulocyt | Eosinofiele granulocyt | Macrofaag   | B-cel       | T-cel       | NK-cel      | Mastocyt    | Erytrocyt       | Trombocyt      |